# わんことくらそう
『わんことくらそう』は、2006年4月14日にivoryより発売されたWindows上で動作する18禁恋愛アドベンチャーゲームソフトである。
キャッチコピーは「キミと一緒に、歩いてゆこう。」

## 作品概要
人型の動物（主に犬と猫）が存在し、ペットとして人間と共存する世界。主人公・祐一は元々あまりペットに関心がなかったが、ある雨の夜、ゴミ捨て場で倒れていた人型の子犬を拾う。
その子犬は、体力が回復してもなぜか暗い表情で、多くを語ろうとしない。そして、子犬の本来の飼い主を捜す祐一が出会っていく、心優しい人々や人型ペットたち。その後、「みかん」という名前が分かった子犬は正式に祐一の飼い犬となり、祐一やその友人たちと心を通わせていく。
明確な「攻略キャラ」というものはないが、大きく「里沙ルート」と「撫子ルート」があり、後半のストーリーとエンディングもこの2つがベースになった2ルートになっている。
さらに、撫子ルートに進んだ場合、カイエの“発散”の相手としてクゥを選ぶか虎太郎を選ぶかで、エンディング後の内容が若干変化する。
Hシーンについては「動物に年2回訪れる“発情期”の発散」と、人間キャラとの関係で設定されている（人間どうし、人間とペット、ペットどうし、がそれぞれ存在する）。このため、少なくとも人型ペットの飼い主については、性的なものに関する考え方が大らかな世界となっている。

## 主な登場人物
※ ここでの「声」は、Windowsゲーム版での担当声優を示す。

### メインキャラクター
遊佐 祐一（ゆさ ゆういち）
声：なし
主人公の青年。プレイヤーキャラクターで、主にこのキャラの視点で物語が進む。22歳。細身で、中性的な顔だち（かなりの美形）。髪は黒のショートで、瞳はグレー。「酒とタバコは18でやめた」と豪語している。
1.5流の国立大学、文系の3年生（大学入学前に2浪した）。エンディングでは、大卒後に大手の塾の講師として就職する。アルバイトとして、家庭教師3件と塾（小学生対象）の講師をこなす。ホスト時代と現在のアルバイトで、かなりの額の貯金を持っている。
真冬の冷たい雨の中、路地裏のゴミ捨て場に倒れていたみかんを保護する。当初は「預かりもの」感覚だったが、後に名実ともにみかんの「飼い主」となる。
ふだんからフェロモンの発散率が高く、それは人間の女性だけでなく動物たちにも催淫効果がある。ある程度は自分で操作可能なのか普段は影響しないのだが、ニンニク味噌を食べた時には同性のカイエ、そういった嗅覚に鈍い撫子、慣れているみかん、里沙、シルヴィ以外の人や動物を発情させてしまった(カイエは影響自体は受けていたが我慢できるレベルに落ち着いている)。
5歳の頃に両親に捨てられ、いわゆる水商売の女たちに育てられたという過去を持つ（中学まで、戸籍や保険証は偽造品だった）。そのため、異性に対する関心が薄い。その後、最もよく世話になった女性（恵子）の養子となっている。
水商売の世界で育った関係で、ホストの経験（中学から大学入学までの8年ほど）を持つ。源氏名は「隆平」だった。
基本的な教わりと独学で鍼の知識と技術があり、房中術のようなこともできる。里沙が首と肩を寝違えた時は、劇的な治療効果を発揮した。
みかん
声：木村あやか
人型の犬。6月18日生まれ。女の子で、名の通りのみかん色のショートヘア。頭頂部に、長いアホ毛が1束ある。また、耳の横だけは長く伸ばしている。瞳はライムグリーン。犬種はアイリッシュ・クラウン。ヨーロッパでは人気が高いが、日本では珍しい種類の中型の高級犬で、国内ではほんの数匹しか飼われていない。
飼い主だった美沙に「戻って来るから待っていて」と言われたままで、美沙を捜そうとして迷い犬になり、体力が尽きて死ぬ寸前だったところを祐一に助けられる。
みかん箱や隅っこなどの、狭いところが好き（落ち着くらしい）。祐一に拾われた直後は、みかん箱の中で縮こまっていた。非常に優しい性格で、飼い主には献身的に尽くそうとする（人間の役に立ったり、飼い主の言いつけを守ったりしてほめられることに無上の喜びと幸せを感じる）。肉よりも魚（特に焼き魚）を好む等、やや猫っぽいところもある。
散歩が好きだが、方向感覚が弱く迷い癖があるので、特に単独で知らない場所へは行けない。その代わりではないが、嗅覚は優れている。
美沙の死に対する心の整理がついた後、恩返しとして祐一（と里沙）と同居することになり、書類上は祐一のペットとなった（祐一の心情的には「預かりもの」であった）が、飼い主を引き継ぐはずの里沙がシルヴィの飼い主になってしまい、またシルヴィの買い取り代金を祐一が出したこともあって、名実ともに祐一のペットとなった。心が壊れかけていたシルヴィのケアを献身的に行い、シルヴィの姉といった自覚を持っている。
里沙ルートでは、心ない者たちにより転売目的で誘拐されるが脱走に成功、約5か月に及ぶつらい放浪の後、死にかけになりつつも祐一の元へと生還する。最終的には（里沙ルート・撫子ルートともに）セラピードッグの資格を取り、その優しさと経験を活かした仕事に就く。
桜海 里沙（おうみ りさ）
声：霞月沙耶
人間の少女。みかんの飼い主であった美沙の妹。朱茶色のロングヘア。青いリボンでツインテールにしている。頭頂部から長いアホ毛が2束、昆虫の触角のように出ている。瞳はマリンブルー。
行方不明になっていたみかんを捜していて、祐一と出会う。みかんが祐一と住むことになったため、何かと祐一の家に入り浸るようになる。後に、シルヴィの飼い主となる。
体育会系の元気娘で、口調も「～っス」が多い。思考はポジティブで、自称「100の取り柄がある」。女子校通い。初恋は小学校の先輩で、図書委員の人だった。実は小学校5年生の時、学級委員をやったことがある。掃除以外の家事全般が得意（部屋はよく散らかしている）。特に料理に関しては、小学生の頃からクラブは料理関係ひとすじで、見かけはともかく栄養満点のレシピを多数持っている上、新レシピの開発も熱心（ハズレは7%ほど）。その作品は「味の想像がつかない」ものが多い。
Hなことには興味が強く、苦労してアダルトグッズを集めたりアダルトビデオを借りたりしていた。
部屋の片づけをしている時、誤ってアダルトグッズを祐一の前でぶちまけてしまう。落ち着いて話し合った後は何かが吹っ切れ、祐一を「エロ師匠」と仰ぐ（“エロい師匠”ではなく“エロスの師匠”なので、「エ」にアクセントを置いて発音しなければならないらしい）。
祐一の家に入り浸るようになってからは、祐一に名前を借りてアダルトグッズを堂々と買ったり、アダルトビデオを借りるようになった。アダルトビデオは陵辱系と百合系が、本はボーイズラブ系が好み。
普段からよくエロいことを考えているせいか、フェロモンの発散が多め。祐一によると「青りんご系の甘酸っぱい匂い」らしい。みかんも正しく嗅ぎ分けている。祐一曰く「一緒にいたら普通の男なら発情している」との事
里沙ルートへ進むと、最終的には祐一と結婚する。また、結婚後は髪型がツインテールから姉の美沙に似た後ろで1束にまとめる形に変わる（アホ毛が2束なのは変わらない）。
とある権利を650万で祐一に貸しているがいずれのルートでも返済している様子は無いが、おそらくは地道に返済していると思われる(祐一自身も数十万～数百万程度戻ったら御の字と思っている)。
シルヴィアーナ
声：黒崎猫
人型の犬。1月30日生まれ。愛称は「シルヴィ」。女の子で、金桃色のロングヘア。リボンで細かくまとめている。瞳は明るいマリンブルー。犬種はゴールデンシーズのパストラルシンフォニー血統で、ショードッグとして超人気の小型犬。
口数が少なく物静か。知能があまり高くなく、人語はカタコトで漢字も読めない。表情の変化も少なく一見やや冷たい印象を受けるが、実は感受性は非常に豊かで、みかん以上の優しさを持つ。
みかん以上に猫っぽいところがあり、しばしば「にゃー」と鳴いたりもする。近所の猫たちとも仲よし。飼い主は里沙だが、みかんが祐一を「ご主人様」と呼ぶので、シルヴィも祐一を「ごしゅじんさま」と呼び、里沙のことは「りさちゃん」と呼んでいる。祐一が理由を聞いたところ「わたしのごしゅじんさまはりさちゃんだけど、りさちゃんのごじゅじんさまはごじゅじんさま」という事なのでシルヴィの中では「祐一＜里沙＜みかん＜里沙や祐一の友人たち＜自分」という位置づけの模様(ある意味正しい関係とも言える)
ショードッグコンテスト向きの犬種だけに、何を着せても合うが、色白で上品な雰囲気のため、特にゴスロリ系の服が似合う。里沙ルートではみかんと一緒にメイド服姿を披露する。
ペットショップ望月から、豪田夫人という成金オバサンにコンテスト用として売られた。その時の代価はワクチン代込みで343万7230円（ただしこれは格安で、通常は500万円を超える）。
コンテストでの成績が振るわなかったため、無理矢理“子作り用”にされかけ、心も壊れかけていたが、この扱いを問題と考えた祐一・里沙・クゥたちにより救い出され、里沙のペットとなる。里沙のペットとなってからは、知り合いの人やペットたちに囲まれ、少しずつ健康な心を取り戻していった。壊れかけている状態でも里沙が自分の為に泣いている事を理解していた。
試しにコンテストに参加させたら好成績を残したが本人や里沙共々本職にする気は無い。
望月 撫子（もちづき なでしこ）
声：深井晴花
祐一の近所のペットショップ「望月」の店主。一見、中学生のような幼い外見の女性だが、実は32歳。しかも独身。栗色のショートヘア。瞳は橙色。おでこが少し広く、やや赤面症。
人型ペットの飼い主としては初心者である祐一のよきアドバイザーであり、相談相手でもある。
虎太郎の飼い主で、自宅では他にも多数の犬（人型ではない）をはじめとする多くの動物を飼っている。昔、凶暴だった虎太郎を厳しくしつけ、その際に腕などに多くの傷を受けている。
仕事の疲れが溜まり、身体中が凝っていた（祐一によると「皮膚のすぐ下にアスファルトが入っているみたい」）。65分をかけた祐一のマッサージで溶けてしまい、虎太郎が心配するほどだった。酒を飲むとからみ、泣き、時に暴れる。酒自体にはあまり強くなく、少し多めに飲むと寝てしまう。
店は、前の店主だった祖父が入院した時に継いだ。大学（経営学部）卒業の直前で、卒業後は店の経理担当として入る予定だった。
仕事柄、嗅覚はあまり鋭くはなく、そのためニンニク味噌で強化された祐一のフェロモンにも反応しなかった。
独身であることに関する話題はタブー。初恋は小学校の頃の担任の先生だった。恋愛経験は数多くあるが、ことごとくダメだったらしい。
撫子ルートへ進んでも祐一と結婚はしないが、別の男性（祐一より年下の、ペットショップの短期アルバイト）と結婚して2児をもうける。
虎太郎（こたろう）
声：悠
人型の犬。5月14日生まれで、作品中で唯一、誕生日パーティを開いてもらえる。女の子で、青色のロングヘア。髪はまとめずのばしている。一人称は「虎太」。瞳はゴールド。犬種はハイランドウルフハウンドで狩猟用の大型犬。
撫子の飼い犬で、撫子を「おかーさん」と呼んで慕っている。撫子が「いじめられた」と感じると、すぐに出現して注意する。また、撫子のペットとしては、唯一の人型。
ふだんは撫子の店を手伝い、売り物の動物の散歩や重い商品の運搬などをしているが、時々警察犬の仕事もしている。地図を読むことができ、車のナビゲータもできる。特に年下や目下には、素直であることを求めることが多い。
犬種的にあまり知能は高くなく、人語は苦手でカタコト。文字も、漢字はほとんど読めない。面倒見がよく、みかんやシルヴィには、犬社会の様々な知識を教えた。特にみかんには姉のように慕われている。元々が狩猟犬なので握力は400kgもあり、本気で戦うと相手が熊や虎でも負けることはない。祐一からマッサージのテクニックを教わり、撫子の凝りをほぐしたりもしている。
幼い頃から凶暴で、初めて売られた先から脱走、その後に入れられた訓練所も脱走し、頭がおかしいと思われて薬殺されそうになったところを、撫子に引き取られた。虎太郎という男前な名前は、あまりの凶暴さのため撫子が男の子と思い込んでつけたもの。撫子のもとで、優しくまた厳しくしつけられ、落ち着いた性格になった。
警察犬訓練所に2年通い、様々な訓練を受けた。その甲斐あって卓越した追跡・捕獲能力を備え、一級警察犬の資格を持っている。カイエの実親であるクリーエンVI世の指導を受けたこともある。弟分であるカイエの教育をしたが、警察犬の階級を追い抜かれた上、カイエ自身がやや慇懃になってしまい、虎太郎に甘えることがなくなったので、カイエとはあまり仲がよくない。
睦月 かな（むつき かな）
声：みる
小学生の少女。祐一にとっては、大家の娘であり、塾の生徒であり、家庭教師の教え子である。クゥの飼い主。祐一がみかんの飼い主となってからは、人型ペットの飼い主どうしという関係もある。ピンク色のショートヘア。頭頂部の左右で、黄色のリボンで結んで小さな房を2つ作っている。瞳は赤。口元に光る八重歯がチャームポイント。基本的に明るく素直な元気娘で、いつも動きやすい服装をしている。
自称「ジャンクフードグルメ」。特に、新作のお菓子類の情報に詳しい。
大家の娘だからというわけではないが、祐一の部屋には出入り自由。留守であっても、鍵がある場所を知っているので、気にせず入っている。クゥとともに、以前から祐一にペットを飼うように勧めていた。また、シルヴィと出会う前の里沙にもペット飼育を勧めている。
ペットの飼い主としての経験が長く、祐一の相談を受けることもある。クゥをとても大切にしているが、まだクゥの発情期の処理ができるほどではない。
耳がよく、同じ室内にいれば、小声での会話もだいたい聞き取れる。他人の心情をかなり正確に読み取ることができ、祐一に「あと数年もすれば男を手玉に取りまくるだろうな」と思わせた、ある意味末恐ろしいお子さまでもある。
星華には、ちょっと苦手意識を持っているが、最終的には友達になる。
里沙ルートでは、祐一の心情を読み取り、クゥともども里沙との結婚を勧めた。
クゥ
声：萌木唯
人型の猫で、かなの飼い猫。女の子で、やや青みを帯びた黒いサラサラのロングヘア。瞳は金色。
自他ともに健康には気を遣い、祐一が外食で適当なものを食べたりすると「またそんな栄養の偏ったものを」と、やんわり注意することもある。クゥ自身は、健康なことの証明であるビロードのような毛づやが自慢。服は、体毛に合った黒系が好み。赤いリボンタイを愛用する。種類はベルクトノワールという高級種。
猫としてはもちろん、人型ペットとして驚異的な知能を持ち、人間と同等以上の優れた知性と知識を持つ天才猫。人語を完璧にあやつり、難しい本でも読むことができ、実際に数々の本を読んで知識を増やしている（単に天才なだけでなく努力もしている）。
かなに対しては、知識を伝える先生役になることもあるが、基本的には「飼い主と飼い猫」という関係をわきまえ、かなを大切なご主人と慕っている。
祐一や里沙には、主に「人型ペットの立場から」様々なアドバイスを与える。真面目な話をする時以外は、猫らしい「のんびり、おっとり」な言動が多い。また、猫の特性を使って、他のペットたちの状況をのぞき見することもある。
猫としては非常に珍しい、軽作業犬資格を持っている（猫はほとんど作業資格を取得しないため、犬と同じ資格になっている）。また、国内に数匹しかいないという「警察猫」になれるだけの高い能力があるが、「いつも飼い主のそばにいて、愛らしいしぐさで飼い主をなごませること」が重要と考えていて、警察猫になる気はまったくない。
公園が好きで、のんびりしたい時や発情期のもやもやがある時は、公園でふだんは見せないような猫っぽい姿をさらしていたりする。飼い主どうしよりも、カイエとは仲がいい。
天堂寺 星華（てんどうじ せいか）
声：風音
かなの同級生でカイエの飼い主。ゆるくウェーブのかかった金髪のロングヘア。頭頂部の少し後ろで、赤いリボンでまとめている。瞳は明るい紫色。
父親は警察の官僚で、お嬢様。みかんの飼い主捜しに、警察関係者として力を貸したことが祐一との最初の出会い。まだ子どもだが、嗅覚が鋭く、祐一のフェロモンを敏感に感じ取り、祐一に一目惚れした。
お嬢様らしいところもあるが、決して嫌味なところはなく、素直な性格。生魚が苦手。
成績は優秀だが、祐一が好きなので、必要もないのにかなと同様の塾通いと、祐一の家庭教師（週2回）を受けている。祐一の部屋に入り浸っている里沙に、ライバル心を燃やしている。
カイエ
声：彩世ゆう
人型の犬。男の子で、青みを帯びた白銀色の髪。瞳はライトパープル。色白で、上品さを漂わせている。犬種はスコティッシュシェパード。作業犬向きの中型犬種。
賢く、また冷静な性格で、飼い主の星華を深く慕っている。それは単なる優しい飼い主というだけではなく、愛情を感じているほど。犬としては、みかんにも愛情を感じている。
特級警察犬の資格を持ち、自身が警察犬として働くだけでなく、後進の指導にも当たっている。クリーエンという名犬（約80年前に活躍したウルフハウンド）の、ほぼ直系の血筋。親はクリーエンVI世と呼ばれ、カイエ自身はクリーエンVII世の有力な候補。
小さい頃は、虎太郎に教育された。しかし、今は虎太郎とは少し距離を置いていて、あまり仲はよくない。

### その他のキャラクター
桜海 美沙（おうみ みさ）
里沙の姉で、みかんの本来の飼い主。里沙と同じく、朱茶色の髪。全体にショートだが、後ろだけは長く伸ばし、青いリボンで1束にまとめている。頭頂部から1束の長いアホ毛が出ている。とても優しく、穏やかなでおおらかな性格。みかんにとっては忘れられない、大切な人。
小中高と私立校、大学は国立大に通い、一流企業に就職した才媛。しかし、会社勤めを辞めて、自分の希望でもあった翻訳家になっていた。
翻訳を担当した作品がブレイクし、多額の報酬を得たが、そのほとんどを費やしてみかんを購入した。
みかんに「待っていて」と言い残して、用事に出かけたものの、戻る途中で交通事故に遭い、若く短い生涯を閉じてしまった。現在は、公園に併設の墓地に葬られている。実家の桜海家（仏教）と違い、クリスチャンとしての洗礼を受けていたため、生前に自分用の墓地を別に買っており、そこに墓が建てられた。
豪田夫人（ごうだふじん）
成金の夫人らしく、でっぷりと太っている（里沙には「あざらし」、祐一には「豚」の印象を与えた）。何かと「ブフー」という声を発する。口調は、もちろんザマス調。
愛車は高級車だが、外装がゴールドとピンクという、いかにも成金好みの趣味が悪いもの。
ショードッグ・ブリーダーを自称しているが、実際には出入りの訓練師が調教していて、本人は何もしていない。もちろん、ブリーダーとしての知識も技量もまったくない。
シルヴィほか、飼っていた犬たち（大型6匹、中型8匹）をおよそ750万円で祐一に売り払ったが、祐一の企みにはまり、多額の代償を支払うことになる(これには知り合いをぼったくろうとした祐一自身の怒りも少なからず入っている)。
シルヴィ以外の犬たちのその後は不明だがおそらくは豪田夫人よりも良い人に買われていったと思われる。
祐一は無料であげても構わないという発言をしたが、撫子は「支払ったんだから取り返さないと」と言った。
クゥ自身は会っていないがシルヴィに行われていた行為(準備も何も整っていないのに妊娠させようとする行為)を見て「動物を飼うという意識が欠如している」と見抜いた
恵子（けいこ）
祐一の育ての親で、祐一を養子にした女性。愛称は「ケイちゃん」。祐一に、社会の最底辺でも生き抜くための術をたくさん教え込んだ。
水商売の出身で、今はオーストラリア在住。里沙ルートでは、祐一と里沙の結婚を二つ返事で了解した。
声は出るが、担当声優は明らかにされていない。
千夏・美保子・純一
祐一が講師をしている塾の生徒たち。かなとは仲よし。美保子は他人のペットへのプレゼントが好きで、クゥに猫クッキー、シルヴィにリボンをプレゼントした。
ココア
発情期の対処でペットショップ望月を訪れていた、人型の女の子の猫。祐一のマッサージ（ツボ押し）テクニックで“発散”できた。
声は出るが、担当声優は明らかにされていない。
カズミ
豪田家の家政婦。優しい女性で、豪田夫人によるシルヴィや犬たちに対する扱いに、心を痛めていた。正しく育てられたみかんを見て泣いた
豪田夫人の目を盗んで里沙とシルヴィを会わせるなど、シルヴィの救出に手を貸した。
その後の行方は不明
てつや
ペットショップ望月の男性店員。25歳。猫が大好き。荷出し担当で、商品の知識は豊富で詳しい。

## おもな舞台
東桜坂（ひがしさくらざか）
祐一の家やペットショップ望月などがある、物語全体の舞台となる町。都会から少し離れた、郊外…というより、片田舎の町である。
駅前には「東桜丘商店街」がある。
祐一の部屋
祐一が借りて住んでいる。オーナーはかなの家である睦月家。
建物は全体が賃貸で、1Fが店舗スペースでスーパーマーケットの「スーパーニシムラ」、2Fが祐一のプライベートエリアと塾の教室となっている、ちょっと変わった構造。
祐一のプライベートエリアには、リビング・ベッドルーム・キッチン・バス・トイレ・広いベランダの他、後に里沙が自室にしてしまう部屋（本来は客間）が1つあり、大学生の1人住まいとしてはかなり広い（みかん、里沙、シルヴィが来てからは少々手狭?）。
ベッドはセミダブルだが、祐一・里沙・みかん・シルヴィの2人と2匹が同時に寝ると、ペットがそれぞれの飼い主と抱き合っていても、さすがに狭い。
塾に関しては、みかんが元気になりシルヴィが来てからは授業終了後に「おやつタイム」が設けられ、みかんやシルヴィと遊びながらお菓子やお茶が楽しめるので、人気が高まり生徒が増えている。
ペットショップ望月
撫子が店主を務めるペットショップ。祐一の家からは歩いて行けないこともないが、車で行きたくなる程度の距離がある。
店主の撫子のほか、従業員7名、パート5名が働いている。時に、祐一や里沙がアルバイトもする。
町の幹線道路に面しており、すぐ近くにバス停がある。
店内にはペットフード、ペット用品の他、獣型ペット用のケージがある。人型ペットも扱うが、基本的に注文による取り寄せとなる。
獣医師が常駐している。また店の裏手にはペット同伴OKの広い喫茶スペースがあり、ペットショップとしてはかなり充実している。
売り物の獣型ペットたちは、虎太郎が毎日散歩させている。
望月家
撫子の自宅で、古めかしい2F建の日本家屋。町の中心からは離れているようで、閑静な環境にある。
犬猫をはじめ、多数の獣型ペットを飼っている。ペットたち専用の部屋や、ペットたちが遊べる広間もある。
敷地は広く、庭でペットたちが走り回ることができる。
美沙の部屋
美沙がみかんと住んでいた部屋。かなり高級なマンションの1室。
祐一の部屋の近くにあり、美沙が亡くなった後も里沙が泊まったりしていた。
睦月家
かなの自宅。かな、クゥ、かなの両親が住む。
様々な事情により、各部屋は防音のいい構造になっている。
祐一は、かなの家庭教師で定期的に訪れる。
祐一の部屋からは、車かバスを利用したい距離にある。
天堂寺家
星華の自宅。広い敷地に大きな屋敷が建ち、ヨーロッパの邸宅のような風情。
多数の使用人が勤めていて、星華は文字通りの「お嬢様」である。
星華の自室は広く、ベッドは天蓋つき。
カイエの他、動物型の犬を2匹飼っている。カイエより年上のジェリー、年下のジョナサン。ジェリーはもと警察犬で、ジョナサンは警察犬の候補。犬種はどちらもジャーマン・シェパード。
公園
町の中央通りに面した、広い公園。みかんたちの散歩エリアの1つ。
クゥのお気に入りの場所で、クゥが昼寝をしている光景がよく見られる。
隣の、緑のアーチをくぐった先には公園墓地があり、そこには美沙の墓がある。
里沙ルートに進むと、美沙の墓にはいずれみかん、シルヴィ、里沙、祐一が入ることになるらしい。
河原
祐一の部屋からは散歩エリア内にある、大きな川のほとり。
ドッグランが整備されていて、運動好きなペットを遊ばせるには最適の場所。
訓練所
警察犬や作業犬の訓練所。人型ペットの各種資格の試験場にもなる。
虎太郎とカイエが訓練や指導をしたり、みかんが資格試験を受けたりした。
公開訓練といったイベントが行われることもある。
桜海家
里沙の実家。東桜坂からは約100km、県が2つも離れた場所にある。現在は、里沙の両親だけが住んでいる。
豪田家
シルヴィがペットショップ望月から買われて行った家。西丘二丁目にある。
金持ちの家らしく、玄関は道路から一段高く、また外装はレンガ風の洋風邸宅。
家政婦が勤めている。かつてはペットの訓練師も出入りしていたが、夫人と方針が合わず解雇されてしまった。

## おまけシナリオ
本編をクリアしていくと、以下の3本のおまけシナリオを楽しむことができるようになる（ゲーム起動直後のタイトル画面から「START」ボタンを押して選択）。特に、里沙以外の2本は本編で描かれなかった関係であり、キャラクターの個性を深めるとともに、プレイヤーの満足感を高めるものとなっている。
里沙おまけシナリオ
祐一との婚約後、美沙の部屋を引き払うため荷物の整理中、里沙の荷物から見つかった未鑑賞のアダルトビデオを鑑賞する遊佐家の一同。スイッチが入った里沙の相手をした後、ちょっとしたアクシデントが起こる。
かな・クゥのおまけシナリオ
初潮を迎えたかなは、性欲がかなり強いことがわかる。特に生理前は悶々とすることも多い。その処理を、世話好きなクゥが喜んで「お手伝い」する。
星華・カイエのおまけシナリオ
本編ではかなわなかった、カイエの望みであった星華との行為がかなえられる。恋の季節である秋の休日、星華とカイエは一日中互いの身体を求め合う。

## ゲーム中の音楽
1. きみとぼくのせかい
2. のんびりまったり
3. かしましきひび
4. おだやかなひととき
5. しあわせということ
6. ねむりのとびら
7. ひとりふるえて
8. かえらないとき
9. すれちがうおもい
10. みたされるよろこび
11. つながるしあわせ
12. みょみょみょっ
13. とてつもないじたい
14. きけん
15. ふあん
16. くつろぎぜんかい
17. えいえんでないもの
18. うちにかえろう

## スタッフ
- 企画・原案：都築真紀
- シナリオ：都築真紀・大澤ユキヲ
- 原画・キャラクターデザイン：あかつきまお
- 主題歌
  - オープニング「キミとボクのセカイ」／エンディング「ひなたの路」
  - 作詞：A-ko
  - 作曲：アメディオ
  - 歌：REIKA(TILDE)

## JANコードと特典
- DVD-ROM：4580144310570
- ショップ購入特典としてショップごとにデザインが異なるテレホンカードがあった。
- 予約特典として、ゲーム中で使われた全18曲のBGMとオープニング・エンディングを収録したCD「オリジナルサウンドトラック+（プラス）」があった。

## Windows 7/Vistaでの動作
- パッケージ版・ダウンロード版ともにWindows 7/Vistaには非対応のため、そのまま起動しても正常に動作しない場合が多い。しかし、以下に示すような方法によって正常にプレイできる場合がある。
  - ゲームを起動した状態で設定画面をクリックし、音設定で『ボイス』をクリックするとみかんのサンプルボイスが流れ、閉じるとそのままタイトル画面に移行する。
  - WMV形式の動画ファイルを再生した状態でゲームを起動すると問題なくタイトル画面に移行する。動画ファイルは起動後に閉じても構わない。

なお、これらはメーカーによる公式情報ではない。

## ダウンロード版
- 2009年12月25日より、Gyutto.comにてダウンロード版の販売が開始された。

## その他
- ivoryは今作を最後に活動がみられなくなり、解散したとみられている。詳しくはivoryのページを参照されたい。その為、上記に示したWindows 7/Vista環境での動作問題に関するサポートは存在せず、解散前に配布された修正パッチを公式に入手することは不可能となっている。